# Toyota Prius+
La Toyota Prius+ (Prius Plus) è una autovettura di tipo monovolume prodotta dalla casa automobilistica giapponese Toyota a partire dal maggio 2011. Sul mercato domestico viene commercializzata con la denominazione Prius α (Prius Alpha) mentre sul mercato americano viene commercializzata come Prius V.
Dal 2013, la casa automobilistica Daihatsu commercializza la vettura anche nel mercato giapponese con il nome Daihatsu Mebius.

## Storia
La Prius+ nasce come variante monovolume della Toyota Prius e insieme alla utilitaria Prius C completa la gamma della famiglia ibrida Prius di Toyota. La vettura sfrutta il sistema Toyota Hybrid Synegy Drive che combina il classico propulsore a combustione interna ad un motore elettrico. Si tratta di un progetto globale che all'interno dei listini Toyota ha colto l'eredità del modelli Verso sul mercato europeo e Corolla Spacia sul mercato domestico. 
Lo sviluppo partì alla fine degli anni duemila quando la Toyota, forte dei buoni consensi riscontrati dalla seconda generazione di Prius, sfruttò il potenziale della vettura per poterne creare una gamma di modelli per andar maggiormente incontro alle esigenze della clientela. Nel 2009 il design definitivo venne congelato e si passò alla fase di progettazione e di ingegnerizzazione.
Al salone di Detroit nel gennaio 2011 esordisce la Prius V (dove la V indica Versatile) e la nuova monovolume subito si fa notare per lo spazio interno maggiore del 50% rispetto alla Toyota Prius di terza generazione che esordì nel 2010.
In Giappone le vendite iniziano nel maggio 2011 ribattezzata Prius α (Alpha) nelle varianti a 5 e 7 posti.
Il modello europeo viene presentato al salone di Francoforte nell'autunno 2011 insieme alla rinnovata gamma Prius berlina e Prius Plug-In Hybrid. Le vendite europee della Prius+ partono nella primavera del 2012 nella sola variante 7 posti (il modello 5 posti non venne importato).

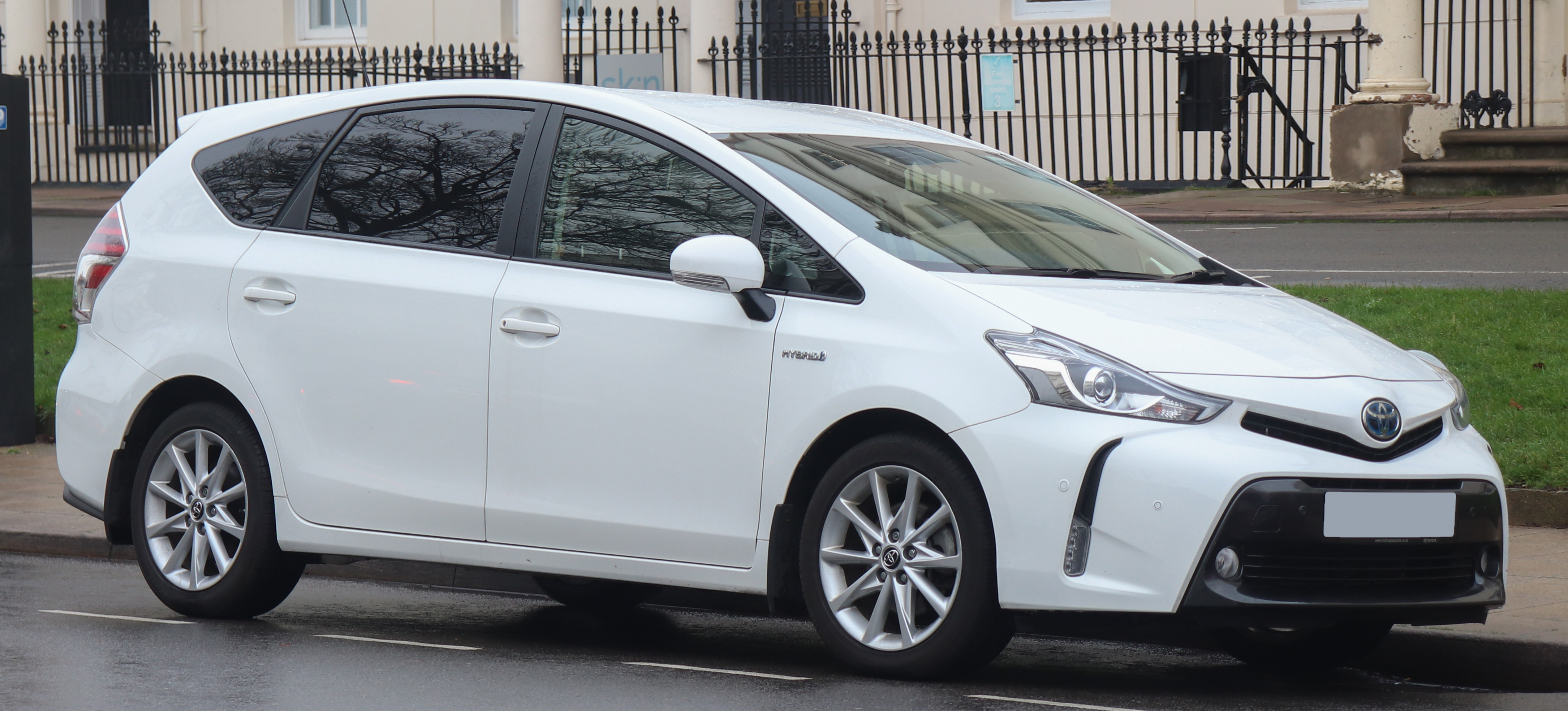
La Prius+ restyling

Alla fine del 2014 viene presentato il restyling che porta all'esordio un nuovo frontale più sportivo e appuntito con profilo a V, nuovi fanali e un'ampia presa d'aria nei paraurti. All'interno esordisce la nuova strumentazione con schermo a colori TFT da 4,2 pollici, nuove bocchette di ventilazione, sistema multimediale Toyota Touch 2 con schermo touchscreen da 6,1 pollici. Le sospensioni vengono riviste e hanno maggiore forza di smorzamento e vengono adottati nuovi materiali fonoassorbenti. Esordisce anche il sistema Pre-Crash Safety che frena automaticamente in caso di emergenza.

## Caratteristiche
La vettura si basa sulla stessa piattaforma MC della Prius di terza generazione e possiede una carrozzeria monovolume lunga 4,61 metri, progettata per essere particolarmente aerodinamica al fine di ridurre i consumi (il Cx è di 0,29). L'abitacolo è configurato come sette posti con la terza e la seconda fila ripiegabili in modo da avere un vano di carico piatto, la seconda fila inoltre è scorrevole con binari integrati nel pavimento.  
La plancia raggruppa tutti i comandi nella zona centrale compresa la strumentazione digitale integrata in una vasta palpebra, a pagamento l'head up display a seconda delle versioni. Il sistema multimediale touchscreen Entune incluse navigatore satellitare, retrocamera di parcheggio e autoradio con bluetooth. A pagamento o di serie sui modelli di punta sono disponibili la chiave intelligente con avviamento a pulsante, leva del freno elettronica, Hill Start Assist Control (HAC) e una videocamera a 360 gradi. Il tetto apribile panoramico è in resina ed è il 40% più leggero di un tetto di vetro delle stesse dimensioni. 
Il motore sfrutta il sistema Hybrid Synergy Drive, il classico schema full hybrid Toyota composto dal propulsore endotermico benzina 1.8 quattro cilindri 2ZR-FXE a ciclo Atkinson con doppia fasatura variabile Dual VVT-i che eroga 99 cavalli e 142 Nm di coppia massima abbinato ad un motore elettrico che eroga 80 cavalli e 207 Nm di coppia massima. Il cambio è a variazione continua. La potenza totale massima nel ciclo combinato è di 136 cavalli e la batteria sulla versione sette posti è agli ioni di litio da 1 kWh. Il modello 5 posti, non disponibile in Europa, possiede la stessa batteria della Prius berlina al nichel-metallo idruro da 1.3 kWh.
Tre sono le modalità di guida (Power, Eco ed EV); i fari sono a LED a risparmio energetico. Tra i dispositivi di sicurezza figurano sette airbag, il controllo automatico della velocità con sistema radar Pre-Collision (PCS), ABS, controllo stabilità e trazione, EBD e sistema di parcheggio automatico.